# Metopius discolor
Metopius discolor är en stekelart som beskrevs av Tosquinet 1896. Metopius discolor ingår i släktet Metopius och familjen brokparasitsteklar. Inga underarter finns listade i Catalogue of Life.